# Hsiung Shih-i
Hsiung, Shih-i (el. S.I. Hsiung, Xiong Shiyi på pinyin) född 1902 i Nanchang, död 1991, var en kinesisk författare.